# Phare de l'île Burica
Le phare de l'île Burica (en espagnol : Faro de Isla Burica) est un phare actif situé sur l'île Burica dans la province de Chiriquí. Il est géré par la Panama Canal Authority 

## Histoire
L'île inhabitée de Burica se situe à 1 km au sud de Punta Burica et à quelques kilomètres de la frontière avec le Costa Rica. La péninsule de Burica, longue de 35 km environ, s’étend vers le sud dans le Pacifique à la frontière entre le Panama et le Costa Rica, dans le golfe de Chiriquí. Environ les deux tiers de la péninsule se trouvent au Panama, y compris Punta Burica à son extrémité. Le phare est le point culminant de l'île, dans un massif boisé..

## Description
Ce phare est une tour en fibre de verre, avec une galerie et une balise de 10 m de haut. Il émet, à une hauteur focale de 34 m, un long éclat blanc de 2 secondes par période de 10 secondes. Sa portée est de 12 milles nautiques (environ 22 km).
Identifiant : ARLHS : PAN002 - Amirauté :
G3280 - NGA : 111-0004 .

## Caractéristique dufeu maritime
Fréquence : 10 secondes (W)
- Lumière : 2 secondes
- Obscurité : 8 secondes

### Lien connexe
- Liste des phares du Panama